# Кубок Англии по волейболу среди женщин
Кубок Англии по волейболу среди женщин — ежегодное соревнование женских волейбольных команд Англии. Проводится с 1983 года.

## Формула соревнований
Соревнования проходят по системе плей-офф («осень-весна»). Победители полуфинальных матчей в финале определяют обладателя Кубка. В финале розыгрыша 2024/245 «Мэлори Иглз» победил «Полонию» 3:0. 

## Победители
| - 1983 «Хиллингдон» Лондон - 1984 «Хиллингдон» Лондон - 1985 «Хиллингдон» Лондон - 1986 «Спарк» Лондон - 1987 «Сейл» Сейл - 1988 «Эшкомб» Доркинг - 1989 «Британния» Лондон - 1990 «Брикстон Найтс» Лондон - 1991 «Мизуно Британния» Лондон - 1992 «Вулвич Брикстон» Лондон - 1993 «Вулвич Брикстон» Лондон - 1994 «Британния Мьюзик Сити» Лондон - 1995 «Сейл» Сейл - 1996 «Британния Мьюзик Сити» Лондон - 1997 «Лондон Мэлори» Лондон - 1998 «Лондон Мэлори» Лондон - 1999 «Лафборо Стьюдентс» Лафборо - 2000 «Эшкомб Доркинг» Доркинг - 2001 «Лондон Мэлори» Лондон - 2002 «Лондон Мэлори» Лондон - 2003 «Лондон Мэлори» Лондон - 2004 «Лондон Мэлори» Лондон | - 2005 «Лондон Мэлори» Лондон - 2006 «Лондон Мэлори» Лондон - 2007 «Лафборо Стьюдентс» Лафборо - 2008 «Юнивёрсити оф Лондон Юнион» Лондон - 2009 «Суисс Коттейдж» Лондон - 2010 «Полония Лейдис» Лондон - 2011 «Полония Лондон» Лондон - 2012 «Тим Нортумбрия» Ньюкасл-апон-Тайн - 2013 «Тим Нортумбрия» Ньюкасл-апон-Тайн - 2014 «Тим Нортумбрия» Ньюкасл-апон-Тайн - 2015 «Тим Нортумбрия» Ньюкасл-апон-Тайн - 2016 «Полония Лондон» Лондон - 2017 «Тим Нортумбрия» Ньюкасл-апон-Тайн - 2018 «Тим Нортумбрия» Ньюкасл-апон-Тайн - 2019 «Дарем Палатинейтс» Дарем - 2020 «Дарем Палатинейтс» Дарем - 2021 турнир отменён - 2022 «Полония Лондон» Лондон - 2023 «Дарем Палатинейтс» Дарем - 2024 «Полония Лондон» Лондон - 2025 «Мэлори Иглз» Лондон |